# 奥列格·诺维茨基
奥列格·维克托罗维奇·诺维茨基（俄语：Оле́г Ви́кторович Нови́цкий，1971年10月12日—）是白俄罗斯出身的俄罗斯宇航员。

## 早年
1971年10月12日出生于苏维埃社会主义共和国联盟白俄罗斯苏维埃社会主义共和国明斯克州切爾文。1988年毕业于切尔文市第二中学，毕业后在以契卡洛夫命名的鲍里索格列布斯克军事飞行员学校学习，后在叶伊斯克高等军事航空学校学习，1994年毕业。1994年10月至2004年9月在空军支队担任飞行员和指挥官等职务。2004年至2006年在加加林空军学院学习空军军队调度管理。

## 宇航员生涯
2006年10月，他通过了俄罗斯科学院生物医学问题研究所的体检，成为加加林宇航员培训中心的宇航员候选人，后开始接受基础培训。2008年6月22日至28日，他和叶莲娜·谢罗娃和谢尔盖·列温在乌克兰塞瓦斯托波尔参与了特殊训练。2009年6月2日，他以优异成绩通过了最后考验，6月9日获得实验宇航员资格。2010年3月至2012年5月接受了国际空间站远征31/32备用机组成员飞行工程师的专门培训。

### 远征33/34
协调世界时2012年10月23日10时51分，联盟TMA-06M号载人飞船连同“联盟-FG”号运载火箭搭载诺维茨基和叶夫根尼·塔列尔金、美国宇航员凯文·福特，从哈萨克斯坦的拜科努尔航天发射场发射升空，前往国际空间站。
2013年3月16日，他和塔列尔金、福特成功降落在哈萨克斯坦境内。他们原计划15日返航，但由于降落地点天气不佳而推迟到16日。

### 远征50/51
北京时间2016年11月18日凌晨4时20分，载有他和佩姬·惠特森、托马·佩斯凯的联盟MS-03飞船在哈萨克斯坦的拜科努尔发射场成功发射升空，奔赴国际空间站。
任务期间，他和法国宇航员佩斯凯相互交流学习了各自的语言（法语和俄语）。
莫斯科时间2017年6月2日13时47分（北京时间18时47分），他和佩斯凯乘坐联盟MS-03飞船脱离国际空间站，并于17时10分（北京时间22时10分）成功降落在哈萨克斯坦境内的预定区域。计划原拟于5月16日返地，由于相关参数发生了变化，最终时间推迟了约半个月。
统计
| # | 飞船代号    | 发射时间（UTC）        | 任务代号               | 着陆时间（UTC）      | 时长总计      | 舱外活动次数 | 舱外活动时长 |
| - | ----------- | ---------------------- | ---------------------- | -------------------- | ------------- | ------------ | ------------ |
| 1 | 联盟TMA-06M | 2012年10月23日10时51分 | 联盟TMA-06M，远征33/34 | 2013年3月16日3时6分  | 143日16时15分 | 0            | 0            |
| 2 | 联盟MS-03   | 2016年11月17日20时20分 | 联盟MS-03，远征50/51   | 2017年6月2日14时10分 | 196日17时50分 | 0            | 0            |
|   |             |                        |                        |                      | 340日10时5分  | 0            | 0            |

## 荣誉
- 俄罗斯联邦宇航员和俄罗斯联邦英雄荣誉称号（2014年）[9]
- 四级“祖国功勋”勋章（2018年）[10]
- 布瓊諾夫斯克荣誉市民（2018年）[11]

## 图集

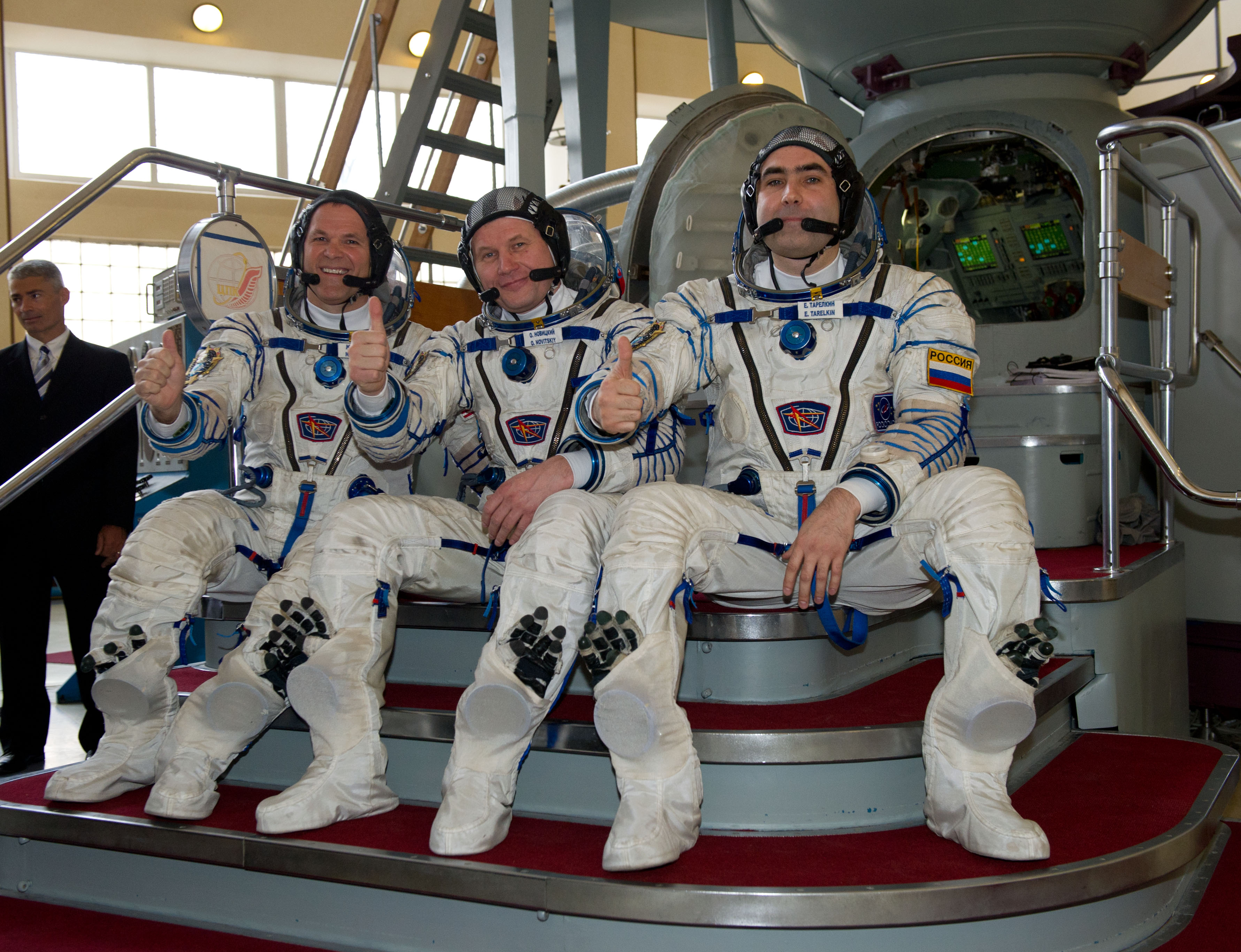
远征31备用组员
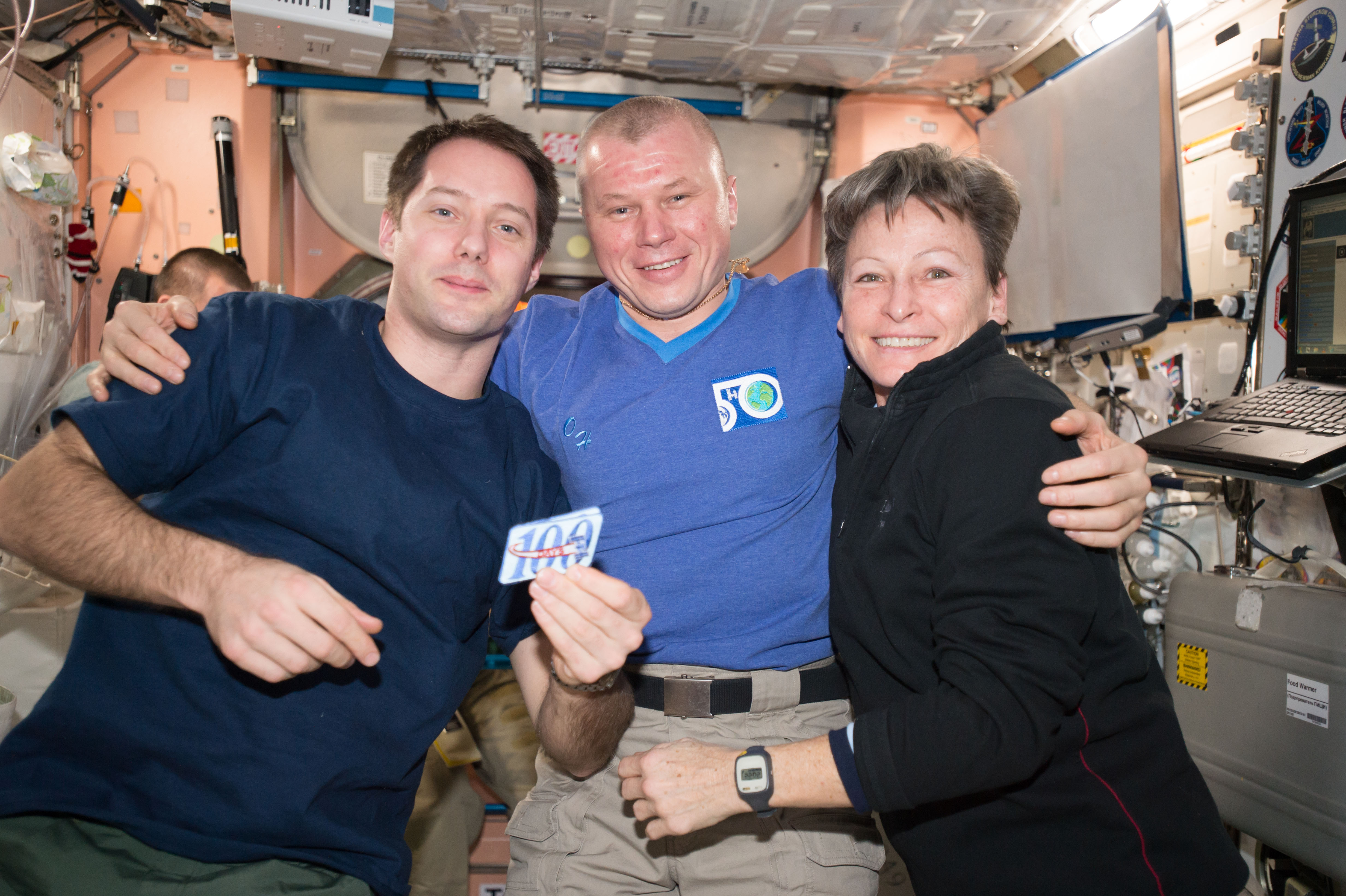
联盟MS-03任务成员庆祝在太空的第100天
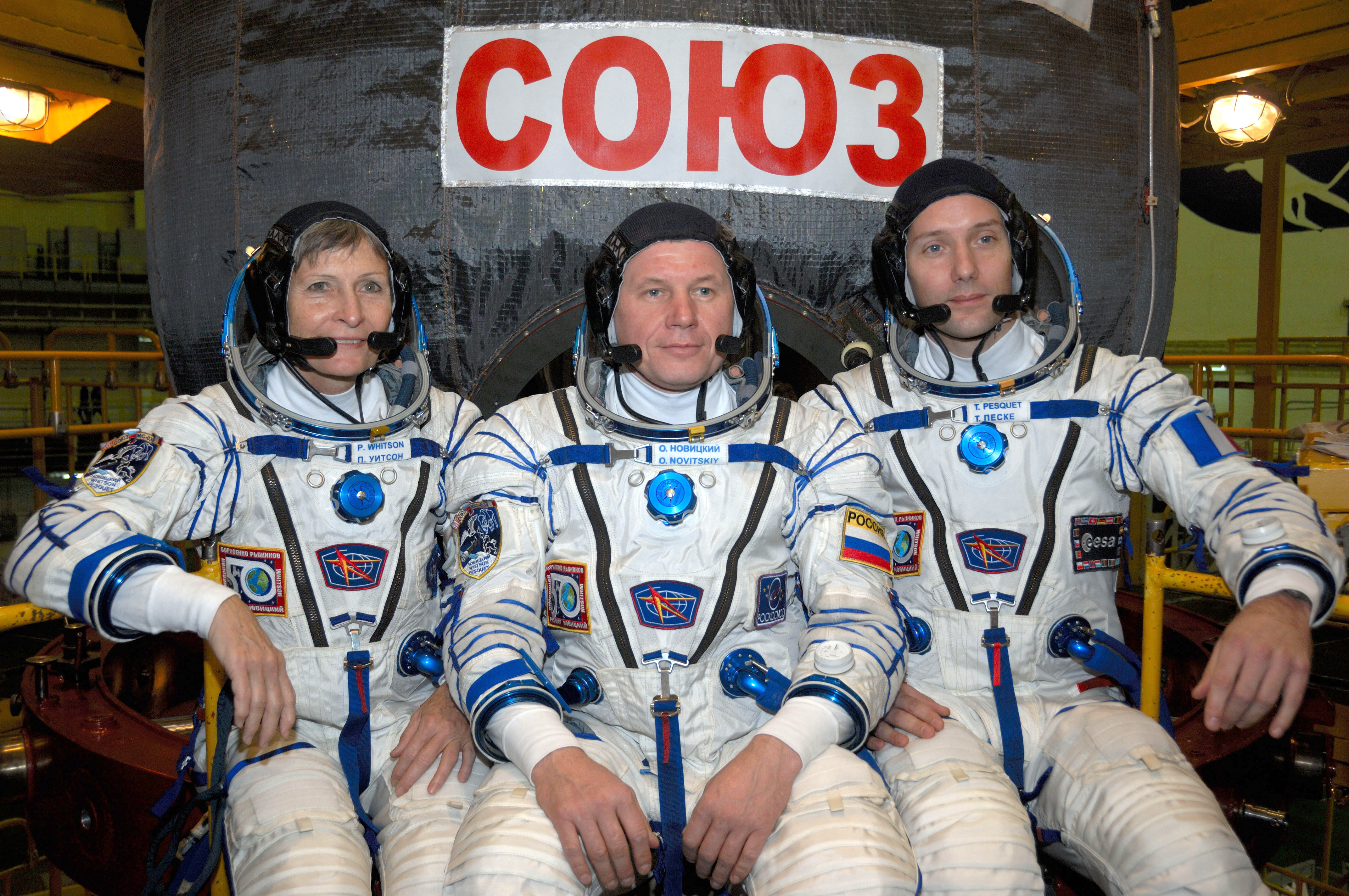
训练中的联盟MS-03任务成员
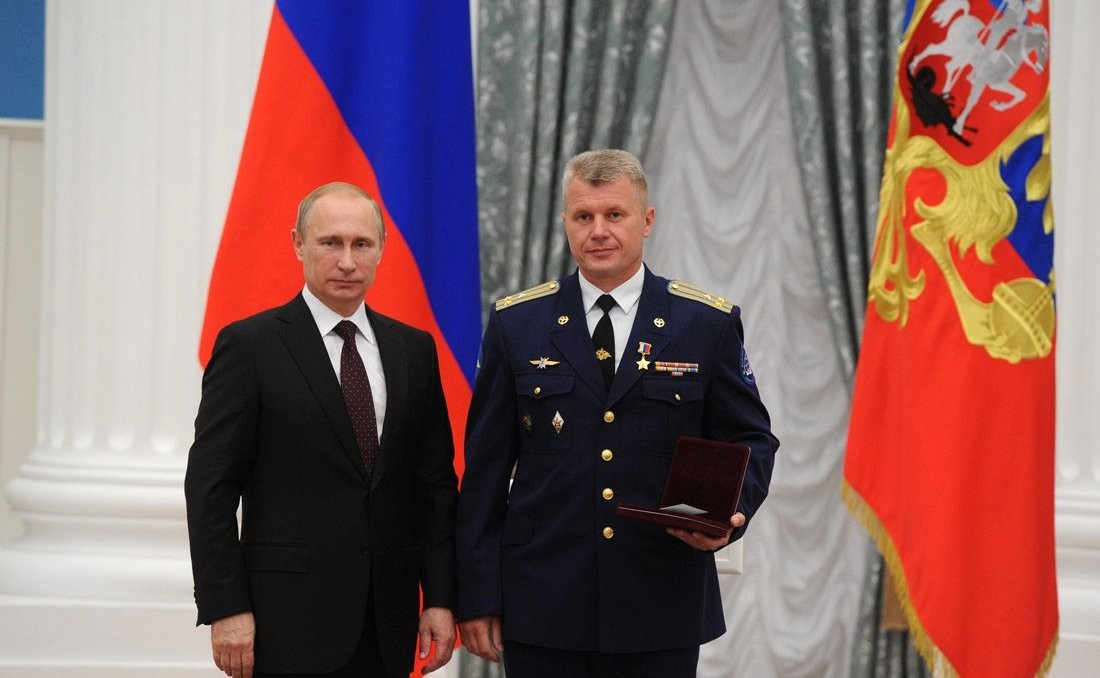
俄罗斯联邦英雄颁奖仪式上与普京合影